# Nicolas Soldoyer
Nicolas Soldoyer (ca. 1524 – na 1570) was een Doorniks dagboekschrijver tijdens de godsdiensttroebelen van de 16e eeuw.
Soldoyer was een bierdrager en een militante katholiek. Hij liet een dagboek na voor de periode 1565-1570, waarin hij lucht gaf aan zijn haat voor het calvinisme in zijn stad. Ook schreef hij hoe hij priesters probeerde te beschermen. Een afschrift van dit dagboek is overgeleverd. Het bevat een voortzetting tot 1584, mogelijk door Soldoyers zoon.

## Handschrift
- Kortrijk, Rijksarchief, Collectie Goethals, Ms. 293

## Uitgave
- Mémoires de Pasquier de le Barre et de Nicolas Soldoyer pour servir à l'histoire de Tournai, 1565-1640, ed. Alex Pinchart, vol. II, 1865, p. 221-365